# Naval Energies
Naval Energies est une entreprise française spécialisée dans les énergies marines renouvelables.
Elle concentre ses activités, d'une part sur une plateforme flottante pour les éoliennes en mer et d'autre part sur un système de valorisation d'eau de mer des profondeurs reposant sur l'énergie thermique des mers (ETM).
Le flotteur développé par Naval Energies est de type semi-submersible à quatre colonnes en acier dont trois extérieures et une centrale où se trouve l'éolienne.

## Histoire
Naval Energies a été créée en 2008 par Naval Group, leader du naval de défense, en tant que division spécialisée dans les énergies marines renouvelables.
Depuis 2016, Naval Energies est une filiale indépendante.
Début février 2021, la direction de Naval Group annonce qu'elle s'apprête à mettre fin à sa diversification dans les énergies renouvelables marines en cédant Naval Energies. La société-mère ouvre donc l'entreprise filiale à la vente et, en cas d'absence d'offre de reprise, les 100 employés de Naval Energies seraient menacés.
En 2021, Naval Group met fin à ses activités dans le domaine des énergies renouvelables. Naval Energies est racheté par la société italienne Saipem.

## Éolien flottant

### Prototype
Le flotteur semi-submersible proposé par Naval Energies est en acier et possède un faible tirant d'eau. La stabilité du flotteur est assurée grâce à un système de ballastage qui permet l’immersion d’une partie de la fondation.

### Projet
Le flotteur de Naval Energies sera déployé sur le projet de ferme pilote des éoliennes flottantes de Groix & Belle-Île dirigé par la société de projet "Ferme Eolienne Flottante de Groix & Belle-Île" regroupant EOLFI, CGN Europe Energy, et la Banque des Territoires. Cette ferme sera constituée de 3 flotteurs sur lesquels seront posés 3 turbines MHI Vestas V164 de 9,5 MW. Ce projet permettra d'évaluer le comportement du flotteur dans des conditions océaniques, qui représentent 80% des conditions marines à l'échelle mondiale.

## Valorisation d'eau de mer des profondeurs

### Principe
Les centrales de valorisation d’eau de mer des profondeurs consistent à exploiter les atouts de l’eau profonde pour de multiples usages. À partir d’un système d’énergie thermique des mers, conçu pour produire de l’électricité, d’autres techniques peuvent être ajoutées telles que le SWAC (Sea Water Air Conditioning, Climatisation à l'eau naturellement froide en français), le dessalement (eau potable), le refroidissement industriel, ou encore l’aquaculture.

### Installations de recherche
- Prototype à Terre ETM à la Réunion[6] : installé depuis 2012, il permet de conduire des essais sur la boucle énergie, de valider les performances du système et de qualifier les équipements critiques. À la fois outil de recherche et développement et outil de formation pour les étudiants de l’Institut universitaire technologique (IUT), ce prototype permet aux équipes de travailler sur le système principal de production électrique qui pourra être utilisé sur les futures centrales. Cette installation permet de tester les nouvelles générations d’équipements pour améliorer en permanence l’efficacité du système énergie et l’optimisation des coûts de la technologie.
- Banc d’essai à la Martinique : installé en 2017 en partenariat avec IFREMER, dans le cadre du projet Marlin (porté par l’ADEME), il permet de mener des tests sur l'encrassement biologique (biofouling) et d’améliorer ainsi la performance des échangeurs thermiques du système énergie. Il est aujourd'hui utilisé pour l’étude de solutions pour contrer biofouling dans le cadre du projet SIMBIOSE[7]. Parmi ces solutions figurent des biopolymères produits par des bactéries présentes naturellement dans l’eau, l'électrochlroration et l'ozonation.

## Implantation
Le siège social de Naval Energies se trouve à Paris, en France. L'entreprise possède également deux autres sites à Brest et à Saint-Herblain ainsi qu'une antenne à Tokyo, au Japon.

## Certifications/Labellisations
Le flotteur de Naval Energies a reçu une double certification DNV GL portant sur le design et l'ensemble des méthodes de conception de ce dernier.
Il fait également partie du label des 1000 solutions de la fondation Solar Impulse, un label axé à la fois sur l'environnement et la profitabilité.